# 奉仙观
35°06′01″N 112°34′25″E / 35.10028°N 112.57361°E
奉仙观位于中国河南省济源市北海街道荆梁北街，因主体建筑三清大殿用荆木作梁，故又称“荆梁观”，2001年被列为第五批全国重点文物保护单位。
奉仙观始建于唐垂拱元年（685年），唐代二鲁真人（鲁希言、鲁和光）和宋代贺兰栖曾在此修道。现存金、明、清建筑十座，整体建筑坐北朝南，长90.5米，宽45.5米。山门为清代所建，面阔三间，进深二间，单檐悬山顶。玉皇殿建于明代，面阔三间，进深四架椽，单檐悬山顶。三清大殿建于金大定二十四年（1184年），面阔五间，进深七架椽，单檐悬山顶，是减柱造建筑的典型。